# Anse-Rouge
Anse-Rouge este o comună din arondismentul Gros-Morne, departamentul Artibonite, Haiti, cu o suprafață de 434,35 km2 și o populație de 39.463 locuitori (2009).